# Palácio de Potala
O Palácio de Potala (em tibetano: =པོ་ཏ་ལ, Wylie: Po ta la; no chinês simplificado: 布达拉宫, no chinês tradicional: 布達拉宮; pinyin: Bùdálā Gōng) está localizado em Lassa, no Tibete, ocupado pela China em 1950. Foi a principal residência do Dalai Lama, até à fuga do 14º Dalai Lama para Dharamsala, Índia, depois de uma revolta falhada, em 1959. Atualmente o palácio é um museu estadual da China. Recebeu o nome em referência ao Monte Potala, a morada de Cherenzig, ou Avalokiteshvara.
O Lugar foi usado para refúgio de meditação pelo Rei Songtsen Gampo, que construiu, em 637, o primeiro palácio como saudação à sua noiva, a Princesa Wen Cheng da Dinastia Tang da China. A construção do atual palácio começou em 1645, durante o reinado do quinto Dalai Lama, Lozang Gyatso. Em 1648, o "Potrang Karpo" (Palácio Branco) foi concluído, e o Palácio de Potala passou a ser usado como palácio de Inverno pelo Dalai Lama a partir dessa época. O "Potrang Marpo" (Palácio Encarnado) foi acrescentado entre 1690 e 1694.
Construído a uma altitude de 3.700 m (12.100 pés), do lado da colina Marpo Ri, a Montanha Encarnada, no centro do Vale de Lassa, o Palácio de Potala, com as suas vastas muralhas interiores apenas quebradas nas partes superiores por filas retas de muitas janelas, e os seus telhados planos em vários níveis, não é diferente de uma fortaleza na sua aparência. Na base Sul da rocha fica um grande espaço encerrado por muros e portões, com grandes pórticos no lado interior. Uma série de escadarias relativamente fáceis, quebradas por intervalos de subidas suaves, conduz ao topo da rocha. Toda a largura desta é ocupada pelo palácio.
A parte central deste grupo de edifícios ergue-se numa massa quadrangular, acima dos seus satélites, a uma grande altura, terminando em telhados dourados semelhantes aos do templo de Jokhang. Este membro central do Potala é chamado de "palácio encarnado" devido à sua cor, a qual o distingue do resto do conjunto. este contém as principais galerias, capelas e santuários dos antigos Dalai Lamas. Nestas dependências existem muitas pinturas ricamente decoradas, com trabalhos de joalheria, entalhes e outros ornamentos.
O Palácio de Potala foi inscrito pela UNESCO no Património Mundial da Humanidade em 1994. Em 2000 e 2001, o Templo Jokhang e o Norbulingka foram acrescentados à lista como extensões do lugar classificado.
O Palácio de Potala é uma popular atração turística, um lugar classificado pela UNESCO e foi nomeado pelo programa televisivo americano Good Morning America e pelo jornal USA Today como uma das Novas Sete Maravilhas.Além disso, o palácio do potala, o antigo palácio mais alto do mundo, possui uma cultura budista profunda que atrai um grande número de peregrinos a rezar neste lugar sagrado.
Adicionalmente, o Templo Putuo Zongcheng chinês, construído entre 1767 e 1771, foi inspirado no Palácio de Potala.

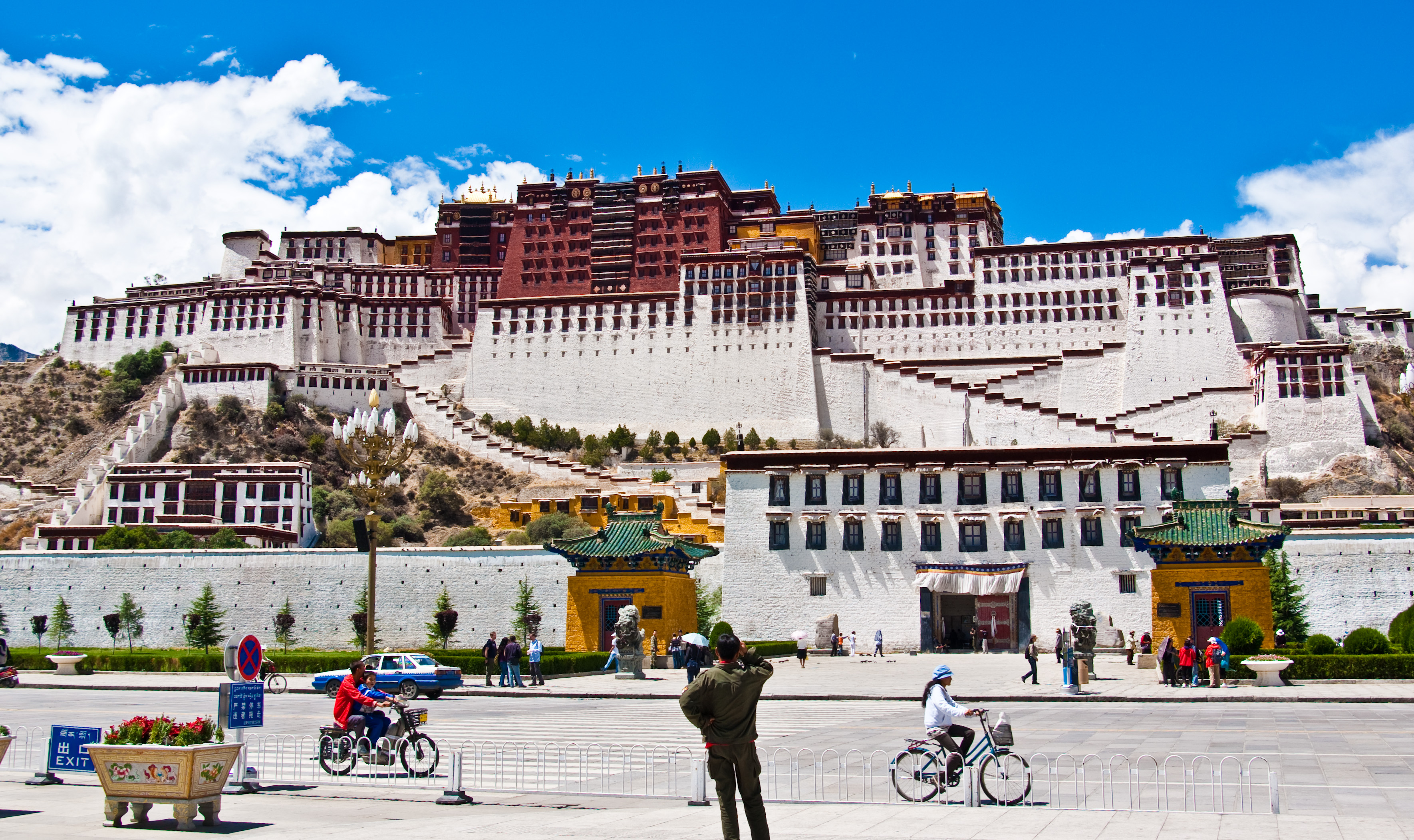
O Palácio de Potala.

## O Palácio Branco

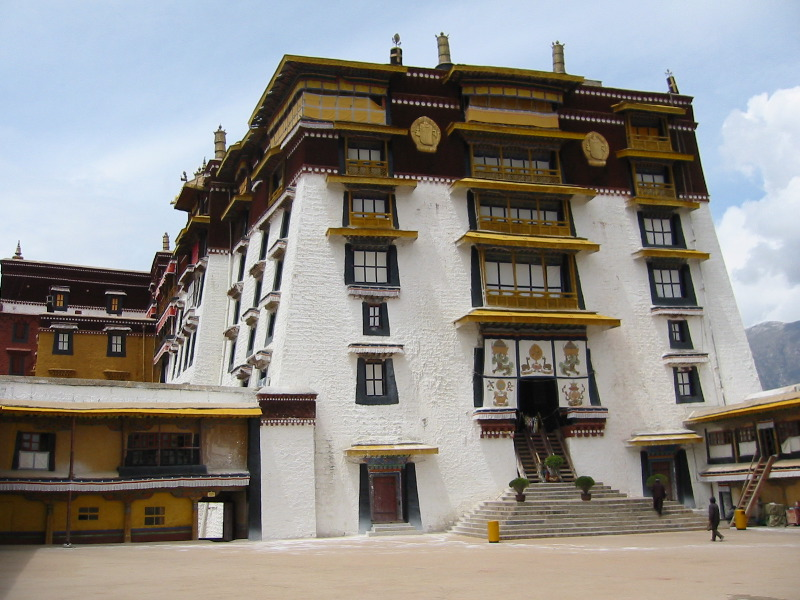
O Palácio Branco.

O Palácio Branco é a parte do palácio onde se encontravam os aposentos de estar do Dalai Lama. O primeiro Palácio Branco foi construído durante a vida do quinto Dalai Lama, na década de 1650, sendo depois alargado para o seu tamanho atual pelo 13.º Dalai Lama no início do século XX. O palácio foi usado para uso secular e continha os aposentos de estar, gabinetes, o seminário e a tipografia. Um pátio central pintado de amarelo, conhecido como "Deyangshar", separa os aposentos de habitação do Lama e dos seus monges do Palácio Encarnado, o outro lado do Potala sagrado, o qual era totalmente devotado ao estudo religioso e à oração. Este contém as stupas de ouro — as tumbas de oito Dalai Lamas — a galeria de assembleia dos monges, numerosas capelas, e bibliotecas para as importantes escrituras Budista, o Kangyur em 108 volumes e o Tengyur com 225. O edifício amarelo, ao lado do Palácio Branco no pátio entre os principais palácios, acolhe gigantescos estandartes adornados com símbolos sagrados que se ostentam ao longo da face Sul do Potala durante os festivais de Ano Novo.

## O Palácio Encarnado

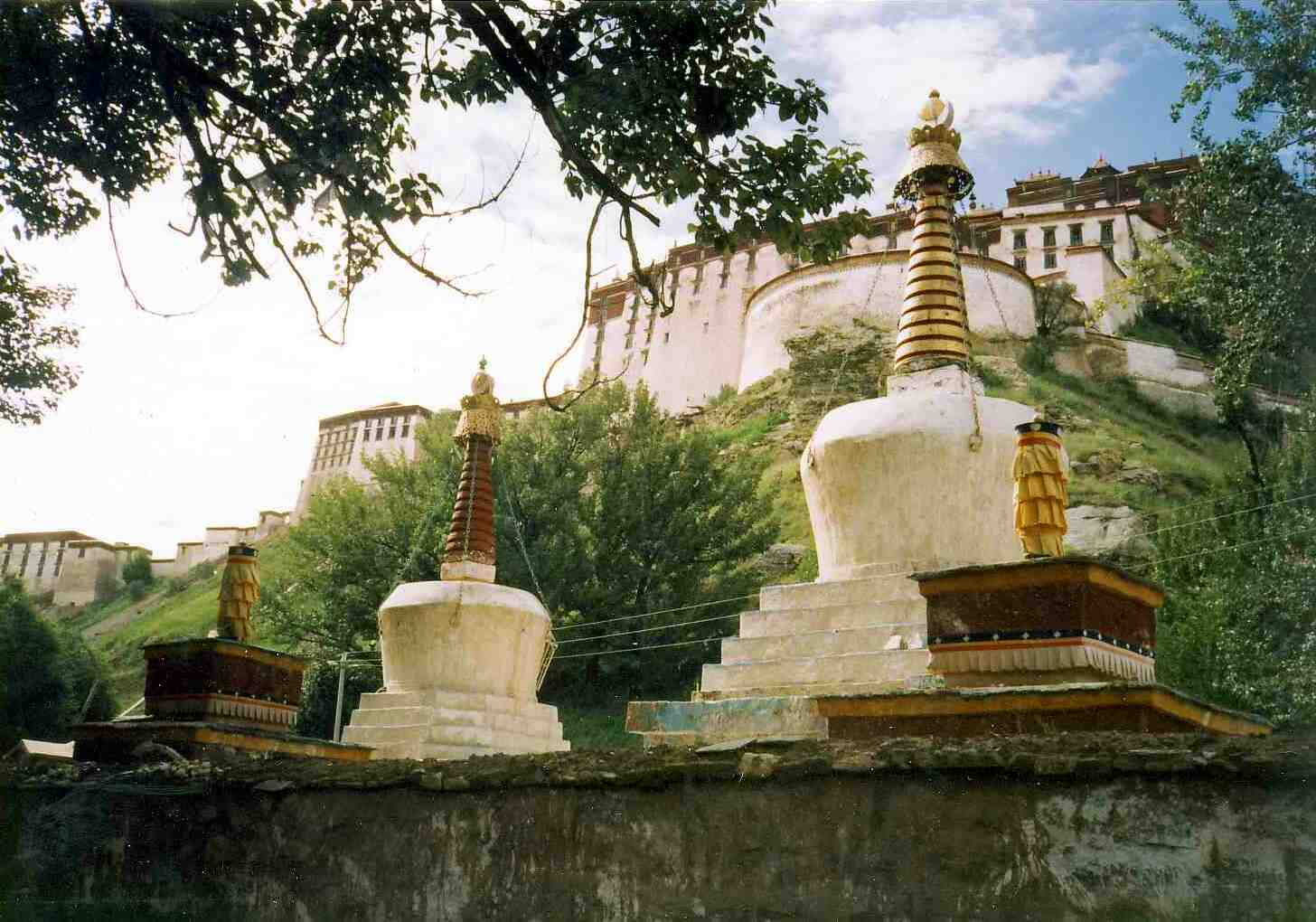
Vista lateral do Palácio de Potala.

O Palácio Encarnado é uma parte do Palácio de Potala totalmente devotado ao estudo religioso e oração budista. Consiste num esquema complicado com muitas galerias diferentes, capelas e bibliotecas em muitos níveis com um complexo grupo de pequenas galerias e passagens enroladas:

### A Grande Galeria Oeste
A galeria central principal do Palácio Encarnado é a Grande Galeria Oeste, a qual consiste em quatro grandes capelas que proclamam a glória e o poder do construtor do Potala, o 5.º Dalai Lama. A galeria é notável pelos seus refinados murais reminiscentes das miniaturas persas, representando eventos da vida do quinto Dalai Lama. A famosa cena da sua visita ao Imperador Shun Zhi em Pequim fica localizada na parede leste, do lado de fora da entrada. Tecidos especiais do Butão cobrem as numerosas colunas e pilastras da galeria.

### A Capela do Santo
No lado Norte da Grande Galeria Oeste do Palácio Encarnado fica o santuário mais sagrado do Potala. Uma grande inscrição em azul e ouro por cima da porta foi escrita pelo Imperador Tongzhi da China, no século XIX, proclamando o Budismo como um Abençoado Campo de Fruta Maravilhosa. Esta capela, tal como a caverna Dharma por baixo dela, data do século XVII. Contém uma pequena estátua antiga, incrustada de joias, de Avalokiteshvara e dois dos seus servidores. No andar abaixo existe uma baixa e escura passagem que conduz à Caverna Dharma, onde se acredita que Songsten Gampo estudava o Budismo. Na caverna sagrada existem imagens de Songsten Gampo, das suas esposas, do seu ministro chefe e de Sambhota, o estudante que desenvolveu a escrita tibetana, em companhia das suas muitas divindades.

### A Capela Norte

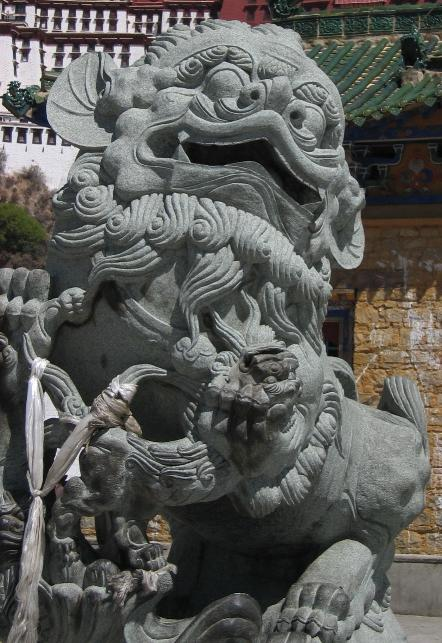
Leões de Neve protegem a entrada do Palácio de Potala.

A Capela Norte está centrada num Buda Sakyamuni coroado à esquerda e no quinto Dalai Lama à direita, sentados em magníficos tronos de ouro. As suas iguais alturas e auras partilhadas implicam igual estatuto. No extremo esquerdo da capela fica a sepultura stupa de ouro do décimo primeiro Dalai Lama, o qual morreu em criança, com filas de benignos Budas Médicos, que foram os curadores celestes. À direita da capela estão Avalokiteshvara e as suas encarnações históricas, incluindo Songsten Gampo e os primeiros quatro Dalai Lamas. Escrituras cobertas de seda entre as tampas de madeira, dão forma a uma biblioteca especializada numa sala que ramifica para fora da capela.

### A Capela Sul
A Capela Sul centra-se em Padmasambhava, o mágico e santo indiano do século VIII. A sua consorte, Yeshe Tsogyal, um oferta do Rei, está ajoelhada à sua esquerda, e a sua outra esposa, da sua terra nativa de Swat, está à sua direita. À sua esquerda, encontram-se oito das suas manifestações meditativas envoltas em gaze. À sua direita estão oito coléricas manifestações empunhando instrumentos de poderes mágicos para subjugar os demónios da fé Bon.

### A Capela Este
A Capela Este é dedicada a Tsong Khapa, fundador da tradição Gelug. A sua figura central está rodeada por lamas do Mosteiro Sakya que governou por um breve período o Tibete, e formou a sua própria tradição até ser convertido por Tsong Khapa. Outras estátuas estão expostas, feitas de vários materiais e exibindo expressões nobres.

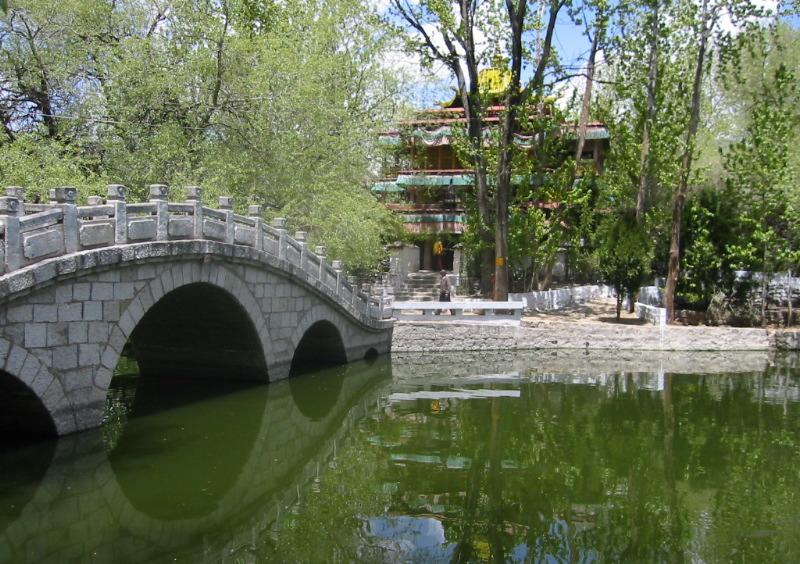
O calmo e pacífico parque, lago e capela por trás do Potala.

### A Capela Oeste
Esta é a capela que contém as cinco stupas douradas. A enorme stupa central contém o corpo mumificado do quinto Dalai Lama. Esta stupa foi construida em sândalo e está solidamente revestida de 3.727 kg de ouro maciço e guarnecida com joias semi-preciosas. Esta ergue-se ao longo de três andares, tendo quase 50 pés de altura. À esquerda fica a stupa fúnebre do décimo segundo Dalai Lama e à direita fica a do décimo Dalai Lama. As stupas de ambos os extremos contêm importantes escrituras.

### A Primeira Galeria
A Primeira Galeria fica situada no piso acima da Capela Oeste, e possui várias janelas largas que iluminam e ventilam a Grande Galeria Oeste e às suas capelas abaixo. Entre as janelas, soberbos murais mostram a construção do Potala em detalhes refinados.

### A Segunda Galeria
A Segunda Galeria dá acesso ao pavilhão central, o qual é usado pelos visitantes do palácio se refrescarem e comprarem lembranças.

### A Terceira Galeria
A Terceira Galeria, além de refinados murais tem vários quartos escuros, que ramificam para fora, contendo enormes coleções de estátuas de bronze e figuras em miniatura feitas de cobre e ouro, valendo uma fortuna. A galeria do sétimo Dalai Lama fica no lado Sul e, do lado Este, uma entrada liga a secção com a Capela do Santo e o Deyangshar (pátio aberto) entre os dois palácios.

### A Sepultura do Décimo Terceiro Dalai Lama

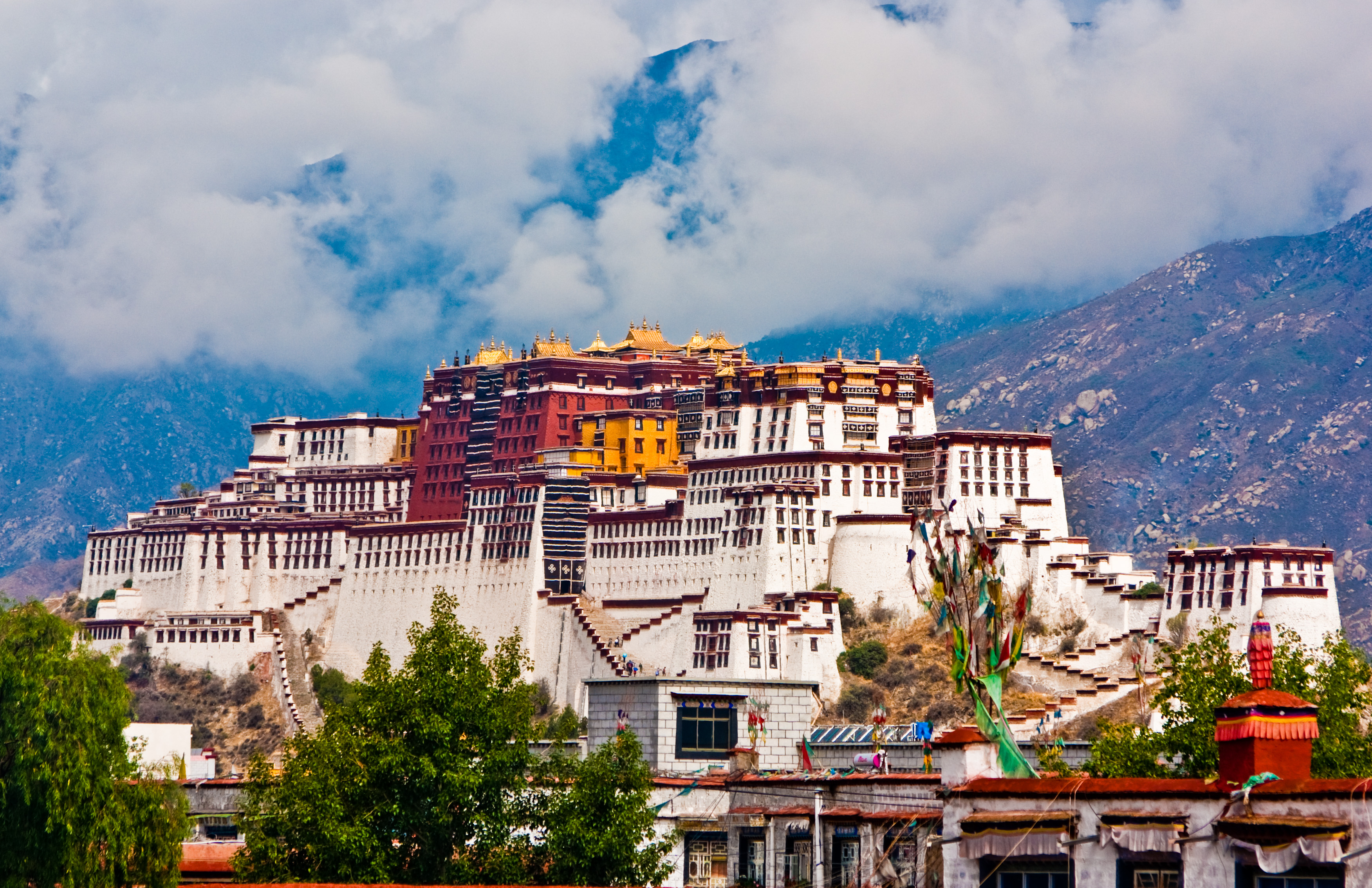
Vista panorâmica do Palácio de Potala.

A sepultura do 13º Dalai Lama fica localizada a Oeste da Grande Galeria Oeste e só pode ser alcançada a partir de um piso superior e com a companhia de um monge ou de um guia do Potala. Construida em 1933, a gigantesca stupa contém joias principescas e uma tonelada de ouro maciço. Tem 14 metros (46 pés) de altura. Entre as ofertas votivas encontram-se presas de elefantes da Índia, leões e vasos de porcelana e um pagode feito com mais de 200.000 pérolas. Murais elaborados em estilos tibetanos tradicionais retratam eventos da vida do 13.º Dalai Lama durante o início do século XX.

## Galeria de imagens

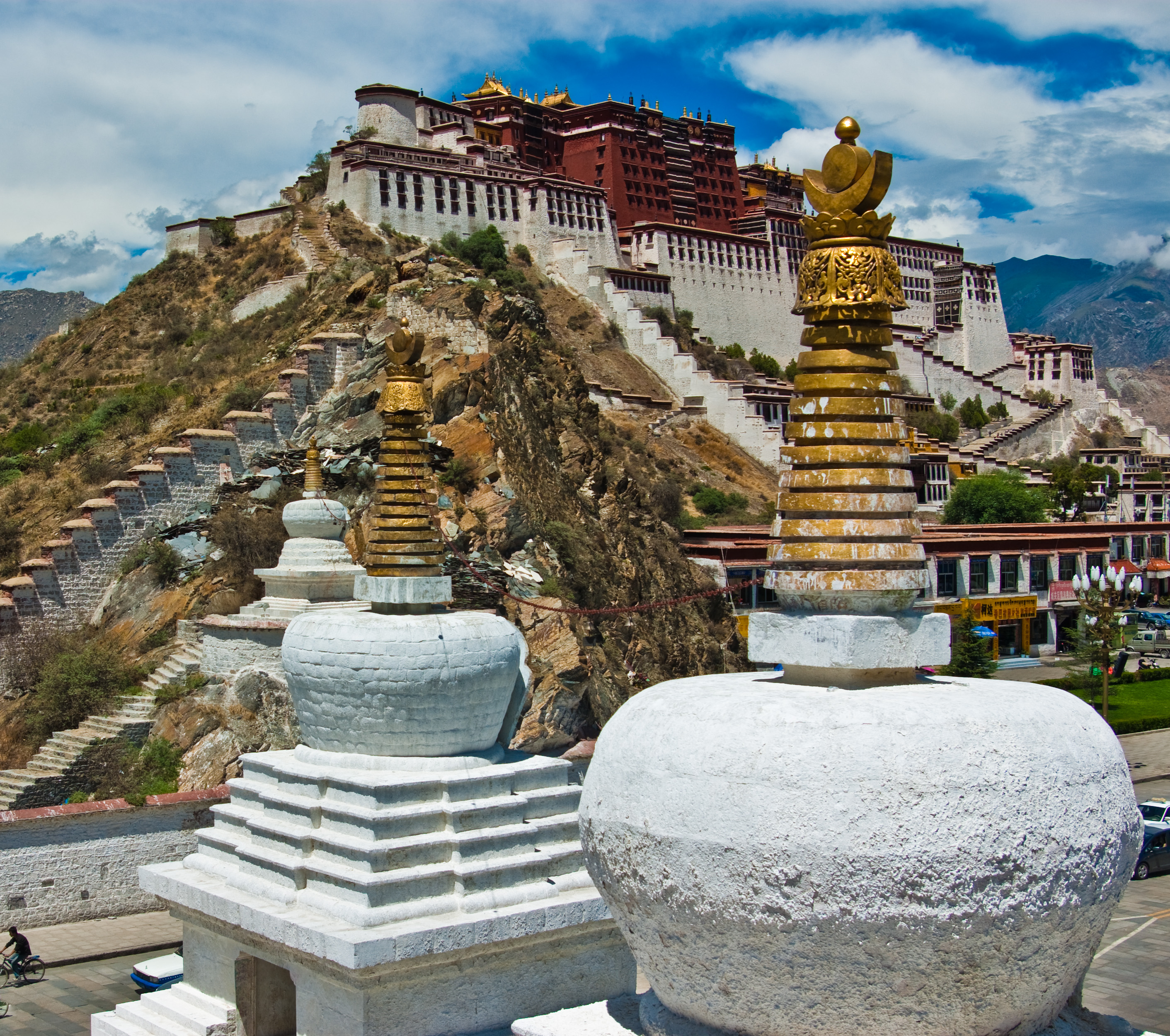
O Palácio de Potala.
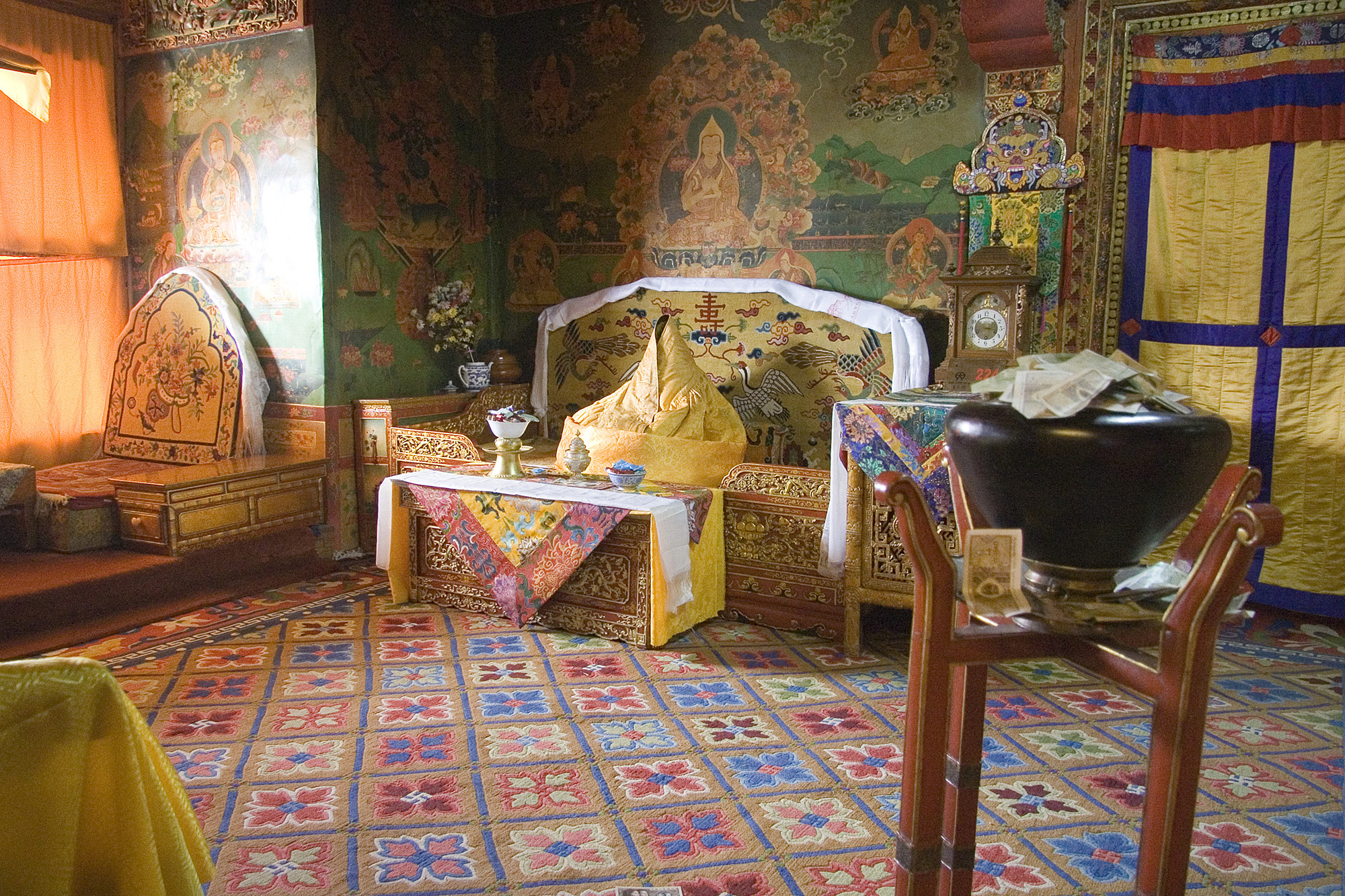
Os antigos aposentos do Dalai Lama. A figura no trono representa Tenzin Gyatso, o atual Dalai Lama.
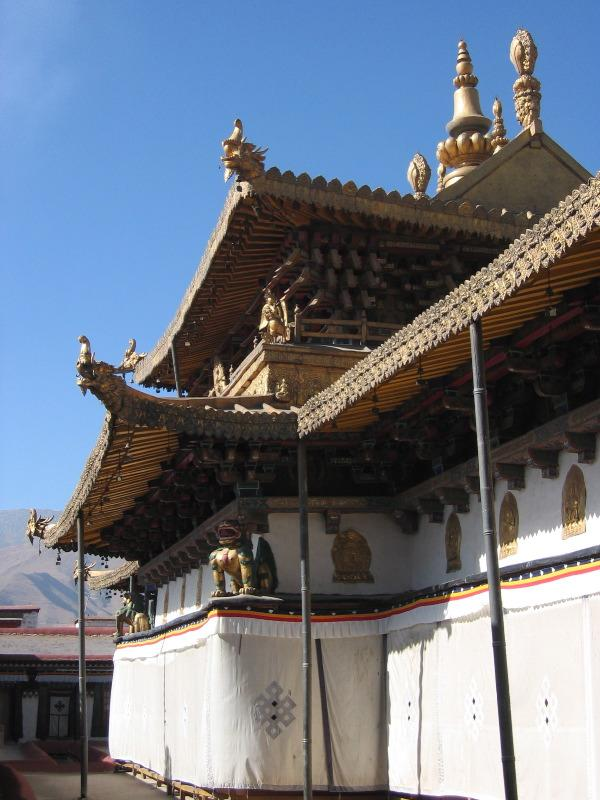
O topo do telhado do Potala.
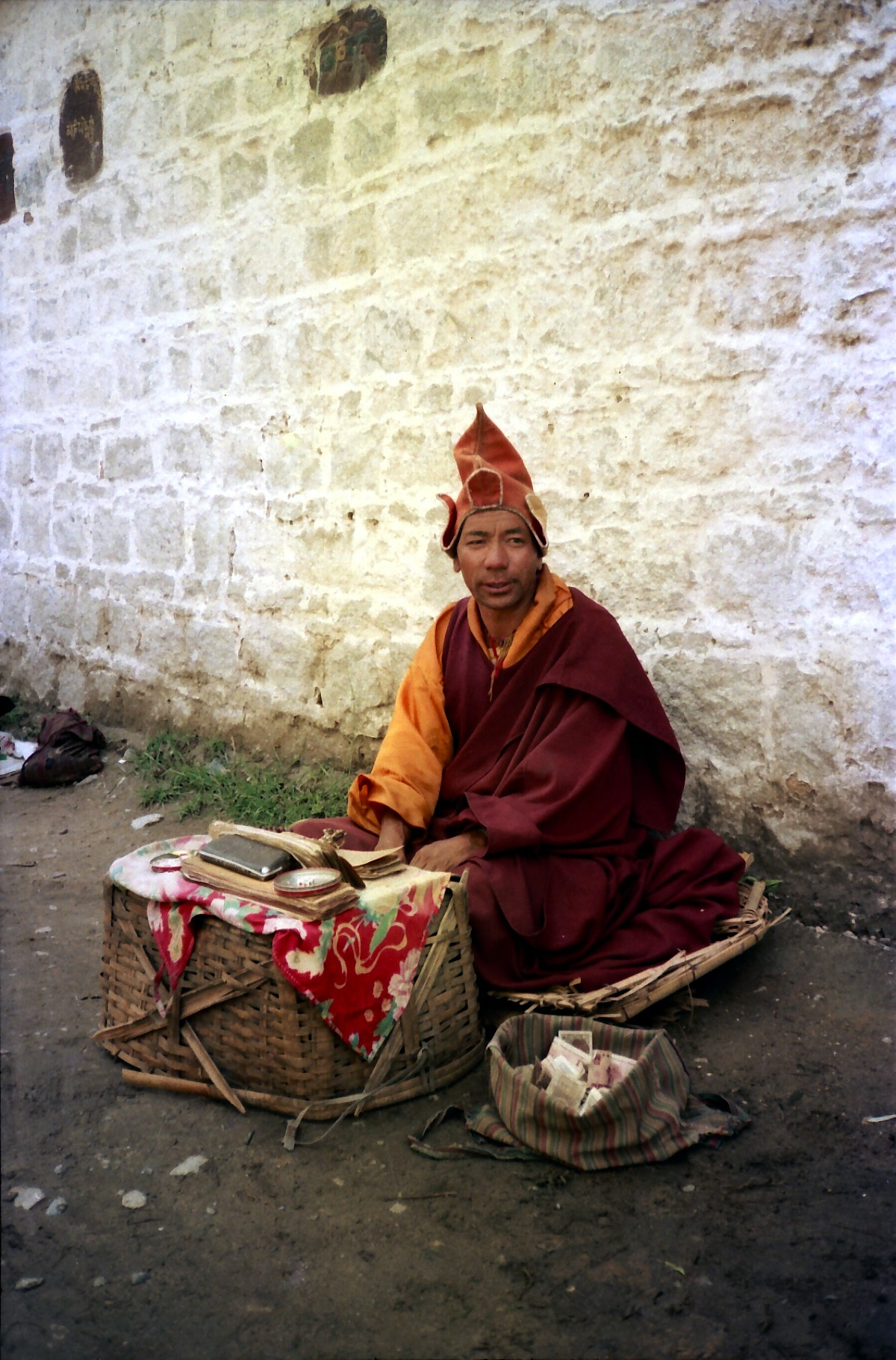
Monge mendicante na base do Potala, 1993.